# Saidi Ali ibn Saidi Omar

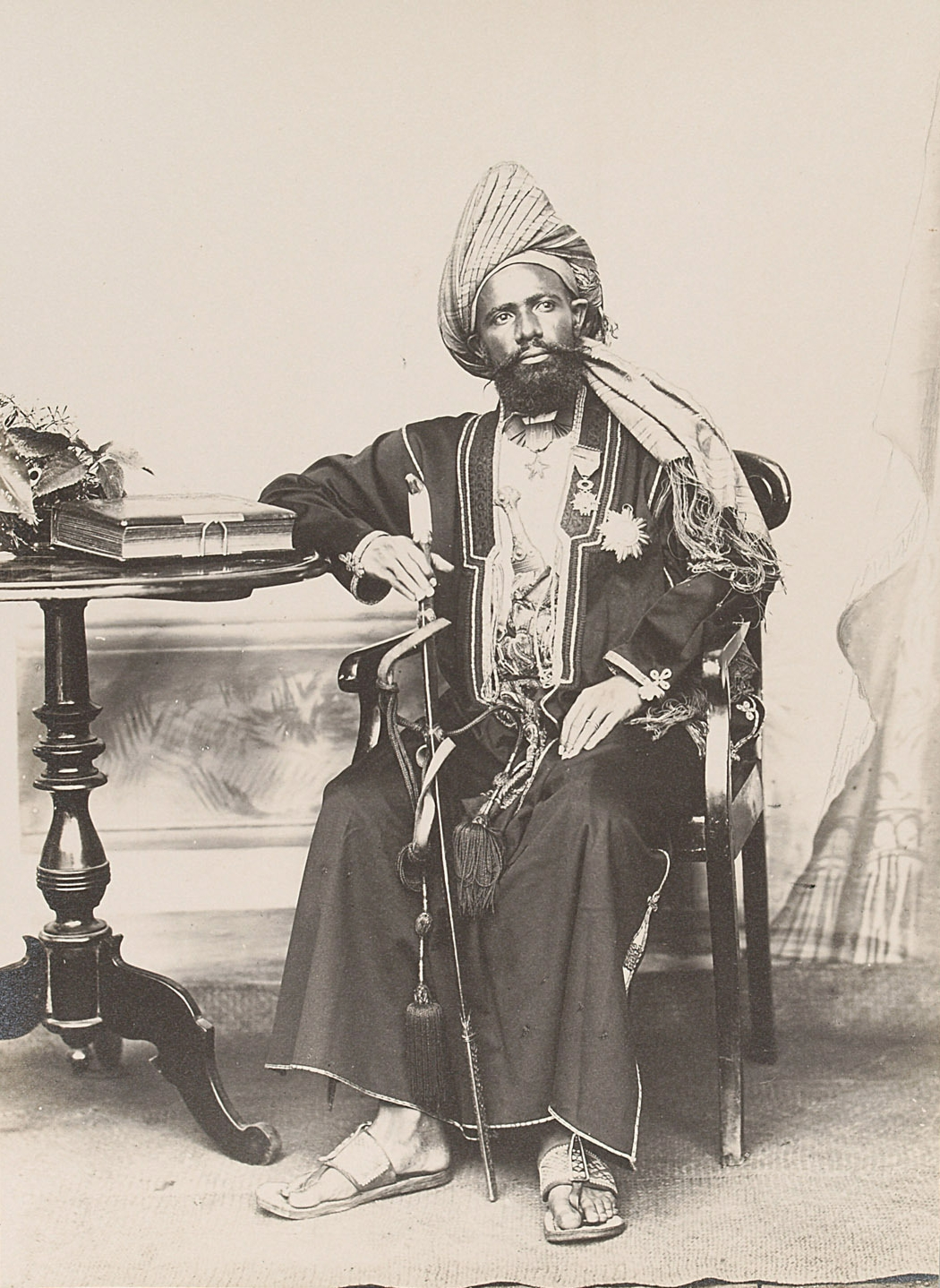
Een portret van Saidi Ali ibn Saidi Omar in ballingschap

Saidi Ali ibn Saidi Omar, (? – Tamatave, 10 februari 1916), was de sultan van Bambao en verenigde in 1884 de andere sultanaten op het eiland Grande Comore in 1884. Als eerste heerser stelde hij een ridderorde, de Ster van Said Ali in en hij plaatste zijn eiland als protectoraat onder bescherming van Frankrijk. Dat mocht niet baten, de Fransen annexeerden het eiland en stuurden Saidi Ali ibn Saidi in ballingschap naar Réunion.

## Levensloop
Itsandra, Mitsamihuli, Bajini, Hambu, Washili, Hamahame, Mbude, Hamvu en LaDombe vormden vanaf 1884 samen met Bambao een enkele eilandstaat onder zijn heerschappij. In 1885 versterkte het op koloniaal bezit gerichte Frankrijk zijn invloed op de Comoren. De Compagnie Messageries Maritimes begon met een geregelde scheepsverbinding tussen de eilanden en het Franse Madagaskar. In datzelfde jaar zette Hachimu bin Mugné Mku de regerende koningin van Badgini, H.M. Khadija binti Mugné Mku, af. Hij probeerde om van zijn sultanaat een Frans protectoraat te maken en zo aan de macht te blijven. De Fransen gebruikten de onenigheid om hun macht op de Comoren te versterken. Zij weigerden Hachimu bin Mugné Mku iedere steun en verklaarden hem tot rebel. In Franse ogen was Saidi Ali de rechtmatige heerser.
In 1886 accepteerden de machtigste lokale vorsten, een voor een, het Franse protectoraat. Als eerste ging Saidi Abdallah bin Salim, Sultan van Anjouan, op 21 april akkoord. Sultan   Mohammed Shekhe van Moheli en Saidi Ali bin Saidi Omar volgden op 26 april en 24 juni. Een wanhopige poging van Hachimu bin Mugné Mku van Bagdini om de Duitse Oost-Afrika Compagnie onder leiding van Wilhelm Schmidt als beschermheer aan te stellen mislukte omdat de Duitser al snel na aankomst ontdekte dat de Fransen het eiland al controleerden en Hachimu in feite een rebel was.
In 1891 komen Franse mariniers tweemaal in actie om opstanden tegen Saidi Ali ibn Saidi Omar te onderdrukken. De sultan wordt in 1892 afgezet en verbannen, eerst naar Réunion, later naar Madagaskar.
Omdat Frankrijk, ondanks de koloniale politiek een rechtsstaat is wist de verbannen heerser in Parijs een rechtszaak tegen de Franse regering aan te spannen. Hij won. Ondanks het voor Saidi Ali ibn Saidi Omar gunstige, in 1909 uitgesproken vonnis, werd hem de terugkeer verboden. Onder Franse druk accepteerde hij een ruime schadevergoeding. Daarna bezocht Saidi Ali ibn Saidi Omar Frankrijk waar hij op 3 februari 1910 formeel afstand van zijn rechten deed.
Saidi Ali ibn Saidi Omar stierf op 10 februari 1916 in Tamatave op Madagaskar. Zijn zoon kroonprins Said Houssein nam op 4 augustus dienst in het Franse Vreemdelingenlegioen.